# Élections générales prince-édouardiennes de 2000

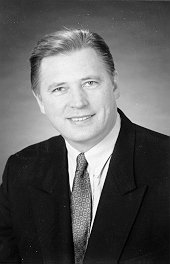
Herb Dickieson

L'élection générale prince-édouardienne de 2000 est tenue le 17 avril 2000 afin d'élire les 27 députés de l'Assemblée législative de l'Île-du-Prince-Édouard. Il s'agit de la 36e élection générale depuis que cette ancienne colonie britannique est devenue une province du Canada en 1873.
Le Parti progressiste-conservateur, dirigé par le premier ministre Pat Binns, est réélu et forme un deuxième gouvernement majoritaire consécutif, remportant toutes les sièges à l'Assemblée sauf une. C'est un gain de 8 sièges par rapport à l'élection précédente.
Le Parti libéral, dirigé par le nouveau chef Wayne Carew, ne remporte qu'un seul siège, et Carew est lui-même défait par une très grande marge.
Le Nouveau Parti démocratique, dirigé par Herb Dickieson, reçoivent une plus grande part du vote populaire par rapport à l'élection précédente, mais ils perdent leur seul siège, celui de Dickieson.

## Résultats
| Parti | Parti                     | Chef           | # de candidats | Sièges | Sièges | Sièges   | Voix   | Voix    | Voix    |
| ----- | ------------------------- | -------------- | -------------- | ------ | ------ | -------- | ------ | ------- | ------- |
| Parti | Parti                     | Chef           | # de candidats | 1996   | Élus   | % Diff.  | #      | %       | % Diff. |
|       | Progressiste-conservateur | Pat Binns      | 27             | 18     | 26     | +44,44 % | 45 820 | 58,00 % |         |
|       | Libéral                   | Wayne Carew    | 27             | 8      | 1      | -87,50 % | 26 739 | 33,84 % |         |
|       | NPD                       | Herb Dickieson | 27             | 1      | -      | -100 %   | 6 446  | 8,16 %  |         |
| Total | Total                     | Total          | 81             | 27     | 27     | -        | 79 005 | 100 %   |         |

## Source de traduction
- (en) Cet article est partiellement ou en totalité issu de l’article de Wikipédia en anglais intitulé « Prince Edward Island general election, 2003 » (voir la liste des auteurs).